# 三國志Internet
『三國志Internet』（さんごくしインターネット）は、1999年にコーエー（現・コーエーテクモゲームス）から発売されたWindows用歴史シミュレーションゲーム。「三國志シリーズ」の1つでもある。『信長の野望Internet』（以下、『信In』）に引き続き、同社2作目のインターネット対応ゲームである。
『信In』同様、コンピュータ相手に1人でのプレイも可能ではあるが、インターネットによる通信対戦を前提とした内容になっている。また、『信In』と同じく「三國志シリーズ」の正規ナンバーにはカウントされない。

## 概要
プレイヤーは三国志時代の君主1人を選び、統一を目指す。『信In』で採用された「制限時間付き同時ターン制」や「コマンドフェイズ制」といった基本システムは本作にも引き継がれている。
『信In』と比較して本作の特徴的な点は3点ある。
カードバトル制の採用
本作では同盟締結や物資援助の要請、宣戦布告など、他のプレイヤーとの外交はカードバトルで行うこととなる。カードバトルはターンごとに配られるカード5枚によって行われ、カードの出し方以外にも使者武将の能力などにも左右される。ポイントを増やすことのできる補助カードなども存在する。
対戦プレイに応じた計略
都市などに罠を設置することや、軍の規模を実際とは異なって見せることのできる「偽兵」、その他対戦プレイ向けの各種計略が用意されている。「火計」などの特殊攻撃を有効に用いることで形勢を一気に逆転することもできる。
街道（都市間ネットワーク）
都市間は街道で結ばれており、金や物資などを輸送できるようになっている。これを分断することで兵糧攻めなどの戦術を採ることもできる。自国の都市が敵対国のユニットにより他の都市から切り離されると、その都市の士気は低下し、やがて支配権がなくなる。また自国の国力も低下することとなる。
そのほか、ゲーム時のルールを事細かにカスタマイズすることや、プレイヤー数人でチームを組んで得点を競う団体戦などの要素も新たに採用された。

## パワーアップキット
パワーアップキット（PK）では新シナリオが追加された他、補給システムが無印の兵糧庫による兵糧補給から、新兵科「輸送兵」によるものに変更された。水上での補給が可能になるなど、より柔軟な戦略も可能になった。さらに「偽兵」は他の兵科への偽装も可能になった。その他外交カードなども新しいものが増えている。

## 現状
2003年1月29日を以ってゲーム発売当初のロビーサーバでのサービスは終了し、「Dynasty Lobby」という『三國志Battlefield』で使われているサーバでのサービスが行われている。旧サーバは無料で使えたのに対し、現サーバは月額利用料が必要となっている。なお、現サーバを使うには別途アプリケーションが必要だが、このアプリは単体では配布されていないため、『三國志Battlefield』の製品版または体験版をインストールする必要がある。
2013年11月13日で正式サービスは終了したが、一部プレイヤーはchocoaを使用してのプレイヤーマッチングにてネットワーク対戦を継続している。